# Lophomyra tacita
Lophomyra tacita là một loài bướm đêm trong họ Noctuidae.